# Taman Mataru
Taman Mataru is een bestuurslaag in het regentschap Alor van de provincie Oost-Nusa Tenggara, Indonesië. Taman Mataru telt 653 inwoners (volkstelling 2010).